# 哈伯 - 韦斯反应
哈伯-韦斯反应（Haber–Weiss reaction），是在鐵離子的催化下，由H2O2（过氧化氢）和超氧化物（·O2−）反應生成·OH（羟自由基）。它由弗里茨·哈伯和他的學生約瑟夫·約書亞·韋斯於1932年首次提出。